# Jordan Calloway
Jordan Calloway, född 18 oktober 1990 i Los Angeles, är en amerikansk skådespelare.
Calloway har bland annat medverkat i TV-serierna Unfabulous, Black Lightning och Fire Ciuntry.

## Filmografi (i urval)
- 2004–2007 – Unfabulous (TV-serie)
- 2018–2021 – Black Lightning (TV-serie)
- 2022–2023 – Fire Country (TV-serie)